# John Gilbert Baker

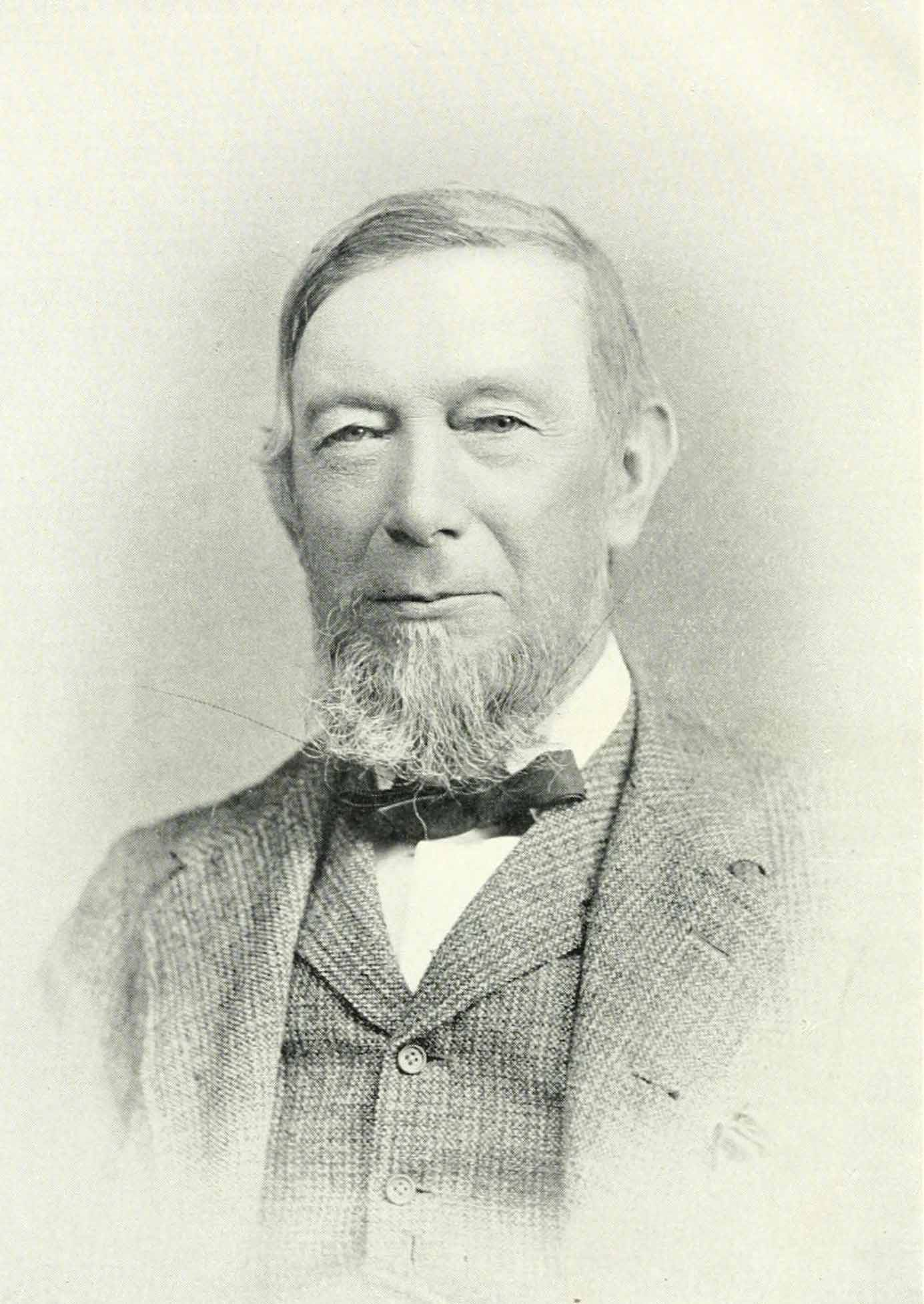

John Gilbert Baker (13 de gener de 1834 – 16 d'agost de 1920) va ser un botànic anglès. El seu fill era també un botànic, Edmund Gilbert Baker (1864-1949).

## Biografia
Baker nasqué a Guisborough i morí a Kew.
Va ser educat a les escoles Quaker a Ackworth School i Bootham School, York.
Treballa a la biblioteca i herbari del Royal Botanic Gardens, Kew entre 1866 i 1899. Va escriure manuals de diversos grups de plantes incloent Amaryllidaceae, Bromeliaceae, Iridaceae, Liliaceae, i les falgueres. Les seves obres publicades inclouen Flora of Mauritius and the Seychelles (1877) i Handbook of the Irideae (1892).
John G. Baker va ser elegit Fellow of the Royal Society el 1878.

## Handbook of the Amaryllideae
Handbook of the Amaryllideae, (abreujat Handb. Amaryll.), és un llibre amb il·lustracions i descripcions botàniques que va ser escrit pel botànic anglès; John Gilbert Baker i publicat a Londres l'any 1888 amb el nom de Handbook of the Amaryllideae, including the Alstroemerieae and Agaveae.